# Bahnhof Gunzenhausen

Der Bahnhof Gunzenhausen ist ein Bahnhof in der bayerischen Stadt Gunzenhausen im Landkreis Weißenburg-Gunzenhausen und ein Eisenbahnknoten in Mittelfranken. Er ist der Kreuzungsbahnhof der Bahnstrecken Treuchtlingen–Würzburg und Nördlingen–Pleinfeld.
Das Empfangsgebäude von 1865 steht unter Denkmalschutz.
Neben dem Bahnhof Gunzenhausen gibt es in der Stadt den ehemaligen Bahnhof und heutigen Haltepunkt Cronheim an der Bahnstrecke Nördlingen–Gunzenhausen.

## Geschichte
Nachdem für die Ludwig-Süd-Nord-Bahn nach früheren Plänen eine Trassierung über Weißenburg vorgesehen war, wurde Anfang 1843 stattdessen eine Streckenführung über Gunzenhausen unter Umgehung der Fränkischen Alb beschlossen.
Die Königlich Bayerischen Staatseisenbahnen errichteten den Bahnhof Gunzenhausen im Norden von Gunzenhausen nördlich der Nürnberger Straße und eröffneten ihm am 20. August 1849 zusammen mit dem Abschnitt Oettingen–Gunzenhausen und nahmen daran anschließen am 1. Oktober 1849 den Lückenschluss nach Schwabach in Betrieb. Zunächst wurde auf der Südseite der Gleise ein provisorisches Empfangsgebäude nach Plänen des Architekten Friedrich Bürklein errichtet und das Empfangsgebäude am 8. April 1850 in Betrieb genommen.
Vom Bahnhof Gunzenhausen aus wurde zur Anbindung der Stadt Ansbach an die Ludwig-Süd-Nord-Bahn die Strecke nach Ansbach als Pachtbahn errichtet und am 1. Juli 1859 eröffnet. Als letzte Strecke des Knotens Gunzenhausen wurde die zusammen mit der Bahnstrecke München–Treuchtlingen errichtete Strecke von Treuchtlingen am 2. Oktober 1869 in Betrieb genommen.

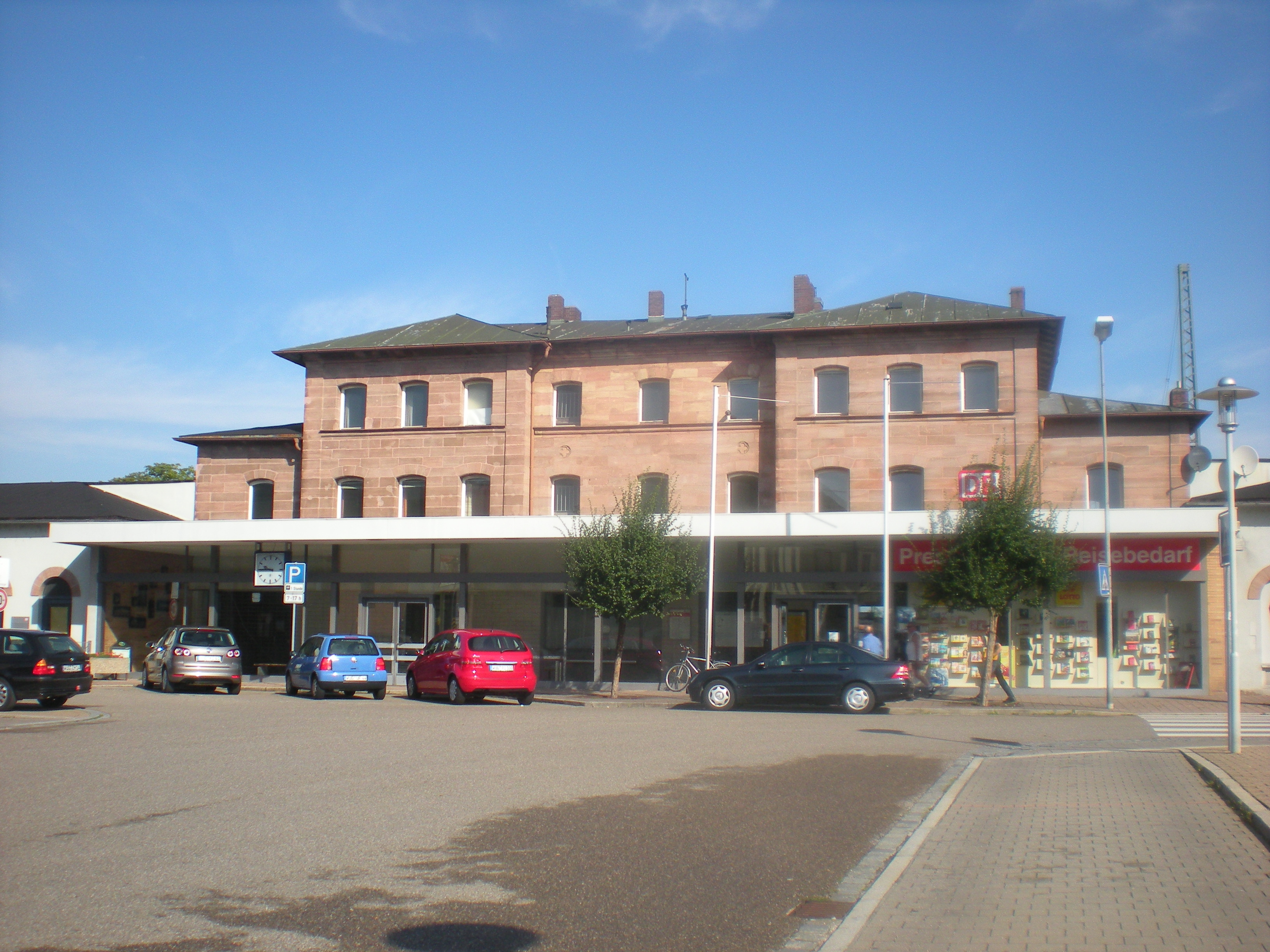
Empfangsgebäude und Bahnhofsvorplatz (2011)

1865 wurde das Empfangsgebäude umfassend erweitert oder neugebaut. Es wurde als dreigeschossiges Hauptgebäude, bestehend aus zwei Seitenrisaliten mit Walmdach, zwischen denen sich ein traufständiger Mittelbau mit Satteldach erstreckt, mit zweigeschossigen Anbauten mit Walmdach, jeweils aus rotem Sandsteinquadern und ausgeführt. Zur Güterabfertigung wurden gleichzeitig östlich davon zwei aneinanderschließende sandsteinsichtige Güterschuppen mit Satteldach errichtet.
Vor 1883 wurde die Trassierung der Strecke nach Ansbach nördlich vom Bahnhof Gunzenhausen geändert und so die Trennung von der Trasse nach Pleinfeld im nordöstlichen Bahnhofskopf von Gunzenhausen weiter Richtung Nordosten verschoben.
Am 1. Oktober 1906 wurde die Bahnstrecke Donauwörth–Treuchtlingen eröffnet, die direkt über die Fränkische Alb geführt wurde und den Umweg über Nördlingen unnötig machte. Dadurch verlor die Ludwig-Süd-Nord-Bahn und somit auch der Bahnhof Gunzenhausen an Bedeutung. Der Bahnhof umfasste in seinem größten Ausbau über 15 Gleise.
1951 nahm die Deutsche Bundesbahn in Gunzenhausen zwei elektromechanische Stellwerke der Einheitsbauart E43, das Fahrdienstleiterstellwerk Gwf und das Wärterstellwerk Go, in Betrieb. Diese wurden 1967 durch das Relaisstellwerk Gf im Empfangsgebäude der Lorenz-Bauart Sp Dr L30, von dem aus auch das Stellwerk Windsfeld-Dittenheim ferngesteuert wird, ersetzt und danach die Stellwerksgebäude rückgebaut.
Das Empfangsgebäude wurde durch seitlich anschließende eingeschossige verputzte Anbauten erweitert. Auf der Straßenseite des Empfangsgebäudes wurde eine flache Vorhalle mit Glasfront angebaut, in der sich die Wartehalle befindet. Das Empfangsgebäude am Bahnhof am Bahnhofplatz 3 und der Güterschuppen am Bahnhofplatz 5 sind gemeinsam als ein Baudenkmal in die Bayerische Denkmalliste eingetragen.
Die Stadt Gunzenhausen kaufte 2017 von der Deutschen Bahn das Empfangsgebäude zusammen mit einem 6600 Quadratmeter großen Grundstück. Im Empfangsgebäude befinden sich heute neben Diensträumen ein nicht mehr besetzter Fahrkartenschalter und Einkaufsmöglichkeiten.
Pläne der Deutschen Bahn sehen einen barrierefreien Ausbau des Bahnhofs mit einer Erhöhung der Bahnsteige und einer neuen Personenunterführung im Jahr 2026 vor. Dafür beantragte die DB InfraGO am 19. April 2024 beim Eisenbahn-Bundesamt die Genehmigung für das Vorhaben, bei dem sie unter anderem die Bahnsteige neu errichten und die Personenunterführung am westlichen Ende der Bahnsteige durch eine neue Personenunterführung in Bahnsteigmitte ersetzen will. Mit Bescheid vom 30. September 2024 genehmigte das Eisenbahn-Bundesamt die Sanierung und den Umbau des Bahnhofsgebäudes. Entsprechende Leistungen wurden Ende 2024/Anfang 2025 ausgeschrieben.
| Gleis | Länge in m              | Länge in m          | Höhe in cm | Höhe in cm |
| Gleis | Bestand (Nettobaulänge) | Planung (Nutzlänge) | Bestand    | Planung    |
| ----- | ----------------------- | ------------------- | ---------- | ---------- |
| 1     | 269 (176)               | 90 (85)             | 22         | 55         |
| 2     | 163 (160)               | 170 (165)           | 38         | 76         |
| 3     | 367 (364)               | 170 (165)           | 38         | 76         |
| 4     | 356 (358)               | 170 (165)           | 38         | 76         |
| 5     | 200 (199)               | 170 (165)           | 38         | 76         |

## Aufbau
Der Bahnhof umfasst fünf Hauptgleise, die beiden durchgehende Hauptgleise der zweigleisigen Bahnstrecke Treuchtlingen–Würzburg und das durchgehende Hauptgleis der Strecke Nördlingen–Pleinfeld sowie zwei Ausweichgleise an der Strecke Treuchtlingen–Würzburg. Zwischen den Gleisen Richtung Würzburg und dem Gleis Richtung Pleinfeld gibt es im nordöstlichen Bahnhofskopf keine Weichenverbindung mehr. An den Hauptgleisen liegen ein Haus- und zwei Mittelbahnsteigen, die alle abschnittsweise überdacht sind. Die Bahnsteige sind durch eine Personenunterführung miteinander und mit dem Nordausgang verbunden.
Östlich des Empfangsgebäudes befinden sich die Ortsladegleise, die über eine Weichenverbindung an Gleis 1 angebunden sind. Es sind drei Ladegleise vorhanden, von denen eines die Ladestraße bedient. Östlich davon liegen zwei weitere Stumpfgleise und das Ausziehgleis, das einen Gleisanschluss anbindet. Zwei der Ladegleise, ein Stumpfgleis sowie die Ladestraße werden noch im Güterverkehr genutzt. Der westliche Teil der Ortsladegleise an den Güterschuppen ist nicht mehr in Betrieb und wurde durch einen Parkplatz ersetzt.
| Gleis | Länge in m | Höhe in cm | Nutzung                                                                      |
| ----- | ---------- | ---------- | ---------------------------------------------------------------------------- |
| 1     | 170        | 22         | Regionalbahnen Richtung Pleinfeld                                            |
| 2     | 160        | 38         | werktäglicher Güterzug aus Wassertrüdingen                                   |
| 3     | 364        | 38         | Züge in Richtung Würzburg                                                    |
| 4     | 358        | 38         | Züge in Richtung Treuchtlingen                                               |
| 5     | 199        | 38         | Museumszüge Richtung Nördlingen, werktäglicher Güterzug nach Wassertrüdingen |

Westlich der Bahnsteige unterquert die Ansbacher Straße den Bahnhof.

## Verkehr

### Personenverkehr

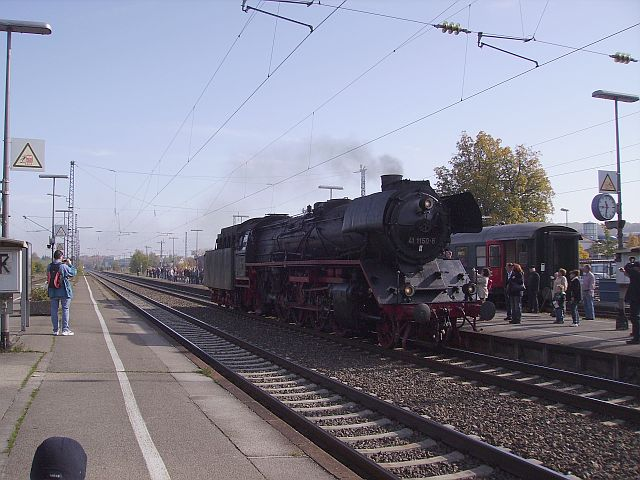
Museumslok 41 1150 setzt in Gunzenhausen um

Auf der Bahnstrecke Nördlingen–Gunzenhausen stellte die Deutsche Bundesbahn am 29. September 1985 den Personenverkehr und am 1. August 1995 den Güterverkehr ein. Seit dem 8. Juni 2003 wird die Strecke wieder von Museumszügen des Bayerischen Eisenbahnmuseums bedient.
Der Bahnhof Gunzenhausen wird im Stundentakt durch die Regionalexpresslinie 80 Würzburg–Treuchtlingen(–München) bedient, die mit Elektrotriebwagen der Baureihe 2462 und der Baureihe 463 von Arverio Bayern betrieben wird. Bis Dezember 2023 verkehrten auf der Strecke auch Ersatzzüge der Wedler Franz Logistik. Auf der Seenlandbahn (oder auch Hesselbergbahn genannt) verkehrt im Stundentakt die Regionalbahnlinie 62 Wassertrüdingen–Gunzenhausen–Pleinfeld mit einem Dieseltriebwagen der Baureihe 642 (Desiro Classic) und der Baureihe 640 (LINT) der DB Regio Bayern. An einigen Wochenenden fahren zusätzlich dampfbespannte Museumszüge zwischen Nördlingen und Gunzenhausen, die als Zuggattung Personenzug (P) verkehren. Die Bahnstrecke zwischen Wassertrüdingen und Gunzenhausen wurde zum 15. Dezember 2024 reaktiviert.
| Linie                  | Strecke | Taktfrequenz                                                             |
| ---------------------- | --- | ------------------------------------------------------------------------ |
| RE 80                  | Würzburg – Ochsenfurt – Steinach (b Rothenburg o.d.Tauber) – Ansbach – Gunzenhausen – Treuchtlingen (– Donauwörth – Augsburg – München) | Stundentakt bis Treuchtlingen, Zweistundentakt bis München               |
| RB 62                  | Wassertrüdingen – Gunzenhausen – Pleinfeld                                                                                              | Stundentakt Mo – Fr, Sa + So                                             |
| P                      | Nördlingen – Oettingen – Wassertrüdingen – Gunzenhausen                                                                                 | zwei bis drei Züge an einigen Sonntagen von Mai bis Oktober und Dezember |
| Stand: 12. Januar 2025 | |                                                                          |

### Güterverkehr
Auf der Bahnstrecke Nördlingen–Gunzenhausen findet regelmäßiger Güterverkehr zu den Schwarzkopf-Werken in Wassertrüdingen statt. Werktags verkehrt ein Güterzugpaar, das, aus Wassertrüdingen kommend, auch die Güterwagen für die Gleisanschlüsse in Gunzenhausen mitbringt. Im Bahnhof Gunzenhausen erfolgt dabei der Lokwechsel zwischen der Elektrolokomotive und der Diesellokomotive für die nicht elektrifizierte Strecke nach Nördlingen.